# Élections locales algériennes de 2021
Les élections locales algériennes de 2021 ont lieu le 27 novembre 2021 afin de renouveler pour cinq ans les conseils municipaux des communes, ainsi que les conseils départementaux des wilayas de l'Algérie.

## Contexte
Le scrutin a lieu un an avant la date prévue, dans le contexte d'une révision de la Constitution opérée par référendum en novembre 2020. Tout comme ces événements, les élections s'inscrivent dans le prolongement du mouvement de contestation populaire du Hirak, qui voient le régime procéder à une répression accrue de ses opposants. Les élections ont également lieu dans le contexte de la pandémie de Covid-19, dont c'est alors la troisième vague dans le pays.

## Campagne
La campagne électorale débute le 4 novembre. Le président de l’Autorité nationale indépendante des élections (ANIE), Mohamed Charfi annonce un total de 1 158 candidatures aux Assemblées populaires de wilayas (APW), dont 877 de la part de 48 partis politiques agréés et 281 de la part de listes indépendantes. Le total est de 22 325 candidatures pour les Assemblées populaires communales (APC).